# Major Tom
Major Tom is een fictieve astronaut, gecreëerd door de Britse muzikant David Bowie voor zijn eerste grote hit "Space Oddity" uit 1969. Major Tom komt ook voor in de nummers "Ashes to Ashes", de Pet Shop Boys-remix van "Hallo Spaceboy", "Major Tom (völlig losgelöst)" van Peter Schilling en waarschijnlijk ook in "Blackstar".

## Major Tom in het werk van Bowie
In het nummer "Space Oddity" van Bowie's album David Bowie uit 1969 (later hernoemd naar Space Oddity) vertrekt Major Tom van de aarde en alles gaat volgens plan. Op een gegeven moment ("ruim honderdduizend mijl verder") denkt hij dat "zijn ruimteschip weet waar deze heen moet gaan". Ground Control vertelt hem vervolgens, "je circuit is dood, er is iets mis" en probeert het contact met Major Tom te herstellen. De laatste woorden van Tom zijn: "Hier zweef ik door mijn tinnen blik, ver boven de maan. Planeet Aarde is blauw en er is niks dat ik kan doen." In de promotionele film Love You till Tuesday uit 1969 speelt Bowie de rollen van Major Tom, Ground Control en de aankondiger die aftelt tot de lancering.
In 1980 keert Major Tom terug in het nummer "Ashes to Ashes" van het album Scary Monsters (and Super Creeps) Ground Control ontvangt een bericht van de "Action Man", refererend aan Tom, die luidt "Ik ben blij, ik hoop dat jullie ook blij zijn. Ik heb alles lief gehad dat ik lief had moeten hebben. Vieze details volgen..." Naarmate het lied vordert blijkt hij verslaafd te zijn geraakt aan drugs en wordt hij omschreven als "een junkie, drugsverslaafd in de hoogte van de hemel, in een dieptepunt geraakt". Verder vertelt hij dat hij doodgaat van de stilte, dat alles wat hij heeft een aantal foto's van vrouwen zijn om hem gezelschap te houden, en dat hij geen geld en geen haar heeft. Aan het eind van het nummer wordt Tom weer genoemd als hij een legende wordt, maar niet vanwege wat hij gedaan heeft. Hij is een kinderrijmpje geworden dat gebruikt wordt door moeders die hun kinderen waarschuwen om geen drugs te gebruiken: "als je dingen gedaan wilt krijgen, moet je geen ruzie zoeken met Major Tom". De tekst van dit nummer suggereert dat Bowie zelf Major Tom is, aangezien er referenties worden gemaakt naar zijn eigen drugsverleden. In de regel "drugsverslaafd in de hoogte van de hemel, in een dieptepunt geraakt" wordt gerefereerd aan het feit dat hij high is geraakt door de cocaïne, terwijl zijn leven een dieptepunt is geworden.
In 1995 bracht Bowie een nummer uit genaamd "Hallo Spaceboy" op zijn album 1. Outside. Alhoewel Major Tom niet genoemd wordt in het nummer zelf, zijn er wel verwijzingen naar hem in de remix van de Pet Shop Boys in de teksten die worden gezongen door Neil Tennant.
In de videoclip voor "Slow Burn" van het album Heathen uit 2002 verschijnt ook een astronaut, alhoewel het niet zeker is of dit Major Tom is aangezien hij niet in het nummer wordt genoemd.
In de videoclip voor "Blackstar" van het gelijknamige album uit 2016, dat slechts twee dagen voor het overlijden van Bowie werd uitgebracht, is een dode astronaut te zien. Zijn met juwelen ingelegde schedel wordt door een vrouwelijke alien naar een oude stad gebracht. Het skelet van de astronaut zweeft door de ruimte richting een eclips, terwijl een groep vrouwen in een cirkel staat om een ritueel uit te voeren met het skelet in het centrum van de stad. Er wordt gedacht dat dit het lot was van Major Tom, maar regisseur Johan Renck wilde dit bevestigen noch ontkennen.
Door een aantal overeenkomsten met het nummer "Rocket Man" van Elton John, gaan er verhalen dat het lied deels aansluit op het verhaal van Major Tom. Bowie heeft daarbij zelf ooit de link gelegd toen hij na diverse live-uitvoeringen van "Space Oddity" riep "Oh, Rocket Man".

## Major Tom in het werk van anderen
De Duitse zanger Peter Schilling vertelde en vervolgde het verhaal van Major Tom in zijn nummer "Major Tom (völlig losgelöst)" uit 1982, wat de nummer 1-positie behaalde in Duitsland, Oostenrijk, Zwitserland en Canada en in Nederland in 1983 de 2e positie in de destijds drie landelijke hitlijsten op de nationale publieke popzender Hilversum 3 (de Nederlandse Top 40, Nationale Hitparade en de TROS Top 50). Ook in de Europese hitlijst op Hilversum 3, de TROS Europarade, werd de 2e positie behaald.
In België bereikte de plaat de 3e positie in zowel de voorloper van de Vlaamse Ultratop 50 als de Vlaamse Radio 2 Top 30. In Wallonië werd géén notering behaald.
Ook werd er een Engelse vertaling gemaakt genaamd "Major Tom (Coming Home)". Op zijn album Fehler im System is ook een instrumentaal nummer te vinden met de titel "Major Tom, Part II".
At the Drive-In's nummer "Cosmonaut" uit 2000 werd live geïntroduceerd door een "laatste bericht" van Major Tom voordat hij in de ruimte overleed. In de studioversie komt dit bericht niet voor en het nummer heeft verder ook geen banden met Major Tom.
K.I.A. schreef het nummer "Mrs. Major Tom" voor het album Adieu Shinjuku Zulu, waarin het verhaal vanuit het perspectief van de vrouw van Major Tom wordt verteld. Sheryl Crow zong het nummer in een nieuw arrangement op het album Seeking Major Tom van William Shatner uit 2011.
Het nummer "Empty Glass" van The Tea Party van het album Seven Circles uit 2004 is geschreven vanuit het oogpunt van een niet nader genoemde persoon die Major Tom ondervraagt over de zin van het leven. Ook worden Ground Control en andere hits van Bowie, zoals "Starman" en "Diamond Dogs", genoemd in het nummer.
Het comedyduo Flight of the Conchords noemde Major Tom in hun eerbetoon "Bowie" uit 2008, waar zij Bowie in de ruimte plaatsen en hem de rank luitenant geven.
Major Tom wordt genoemd in diverse andere nummers, zoals "Rain or Shine" van Five Star, "Rocket" van Def Leppard, "Apple of Sodom" van Marilyn Manson, "Space" van Lorraine Bowen, de liveversie van "Cicatriz" van The Mars Volta, "Happens All the Time" van Cold, "Fantastic 6" van Alphabeat, "Angel with a Shotgun" van The Cab, "Terrence Loves You" van Lana Del Rey en “Crowd Control” van FISHER